# Aéroport d'Old Crow
L'aéroport d’Old Crow est un aéroport situé au Yukon, au Canada.

## Compagnies et destinations
| Airlines  | Destinations                    |
| --------- | ------------------------------- |
| Air North | Dawson City, Inuvik, Whitehorse |